# Municipio de Alvesta
Alvesta es un municipio situado en la provincia de Kronoberg, en Suecia. Tiene una población estimada, a mediados de 2024, de 19 925 habitantes.
Su sede se encuentra en la ciudad de Alvesta.

## Áreas urbanas
Hay seis áreas urbanas (tätort) en el municipio:
| # | Tätort      |
| - | ----------- |
| 1 | Alvesta     |
| 2 | Moheda      |
| 3 | Vislanda    |
| 4 | Grimslöv    |
| 5 | Torpsbruk   |
| 6 | Hjortsberga |